# Пальмира (Колумбия)
Пальми́ра (исп. Palmira) — город в Южной провинции департамента Валье-дель-Каука, Колумбия. Пятый по количеству жителей в департаменте и двадцать первый в стране.

## География
Пальмира расположена в западной части страны примерно в 100 километрах от океана. Расстояние до административного центра департамента, города Кали, — около 22 километров; до столицы страны, Боготы, — около 270 километров (все расстояния указаны по прямой). Город лежит в долине реки Каука, возвышаясь над уровнем моря примерно на 1000 метров.

## Описание
Точная дата основания города неизвестна: самые смелые историки приводят дату 1680 год, другие — 1688 год, 1705 год, 1813 год (Уильям Маллама Луго) или 1824 год.
В городе развито производство сахарного тростника, кофе, риса, кукурузы, табака. При этом город испытывает экологические проблемы в связи с массовым сжиганием отходов тростника. Город обслуживает международный аэропорт имени Альфонсо Бонилья Арагона.
В 2005 году городская агломерация насчитывала 283 431 жителя, к 2012 году это число выросло до примерно 380 тысяч человек.

### Герб и флаг
Герб города был утверждён в 1924 году и состоит из трёх частей. Солнце в левой верхней части увековечивает Симона Боливара, освободившего Колумбию от испанского гнёта в начале 1820-х годов. Три пальмы в правой верхней части — аллегория на название города. Голая рука, бьющая молотом по наковальне, на которой лежит живое человеческое сердце (основная часть герба) символизирует труд людей, построивших этот город.
Флаг города состоит из трёх равных горизонтальных полос. Сверху вниз: белая полоса символизирует мир, зелёная — работу и труд, жёлтая — богатство земли.

## Демография
- 1969 год — 164 400 жителей[4]
- 1985 — 181 157
- 2000 — 230 187
- 2002 — 237 500
- 2005 — 228 122
- 2006 — 230 690
- 2007 — 233 267
- 2012 — 245 109
- 2013 — 247 135[5]

## Достопримечательности
- Стадион Estadio Francisco Rivera Escobar[исп.], на котором выступает клуб второго дивизиона чемпионата Колумбии по футболу Орсомарсо.
- Собор Девы Марии (Catedral de Nuestra Señora del Rosario del Palmar) — трижды строилась и дважды разрушалась землетрясениями, начиная с середины XVIII века. Нынешнее здание открыто с 1929 года.
- Церковь Пресвятой Троицы (Iglesia de La Santísima Trinidad) — построена в 1822 году.
- Здание бывшей мэрии (Edificio de la Antigua Alcaldía) — построено в 1928 году, с 2000 года является объектом культурного наследия страны.
- Железнодорожный вокзал Рио-Кларо (Estación del ferrocarril de Río Claro) — работает с 1917 года, на территории расположен археологический музей.
- Парк Боливара — открыт в середине 1920-х годов, в 1947 году установлен памятник Боливару.
- Арена для корриды Agustín Barona Pinillos — открыта в 1949 году.

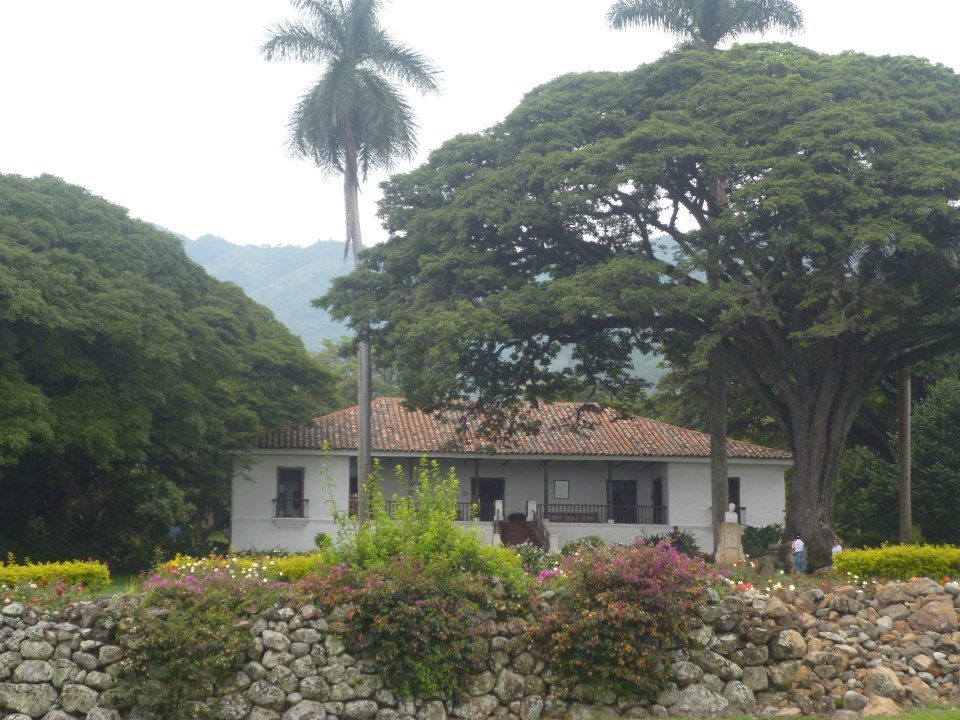
Асьенда El Paraíso, в которой происходит действие повести «Мария»[исп.] (1867) Хорхе Исаакса
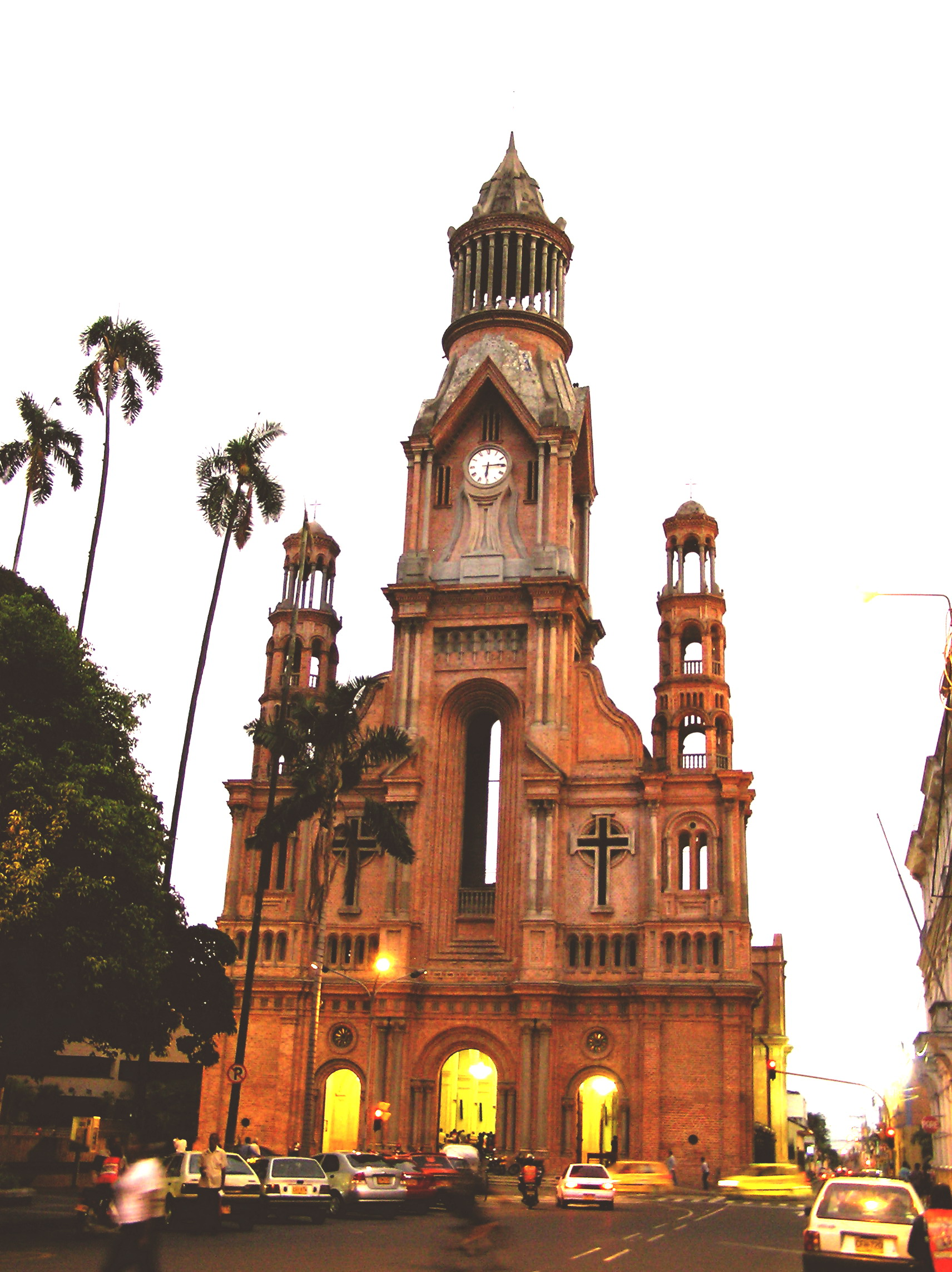
Собор Девы Марии (Catedral de Nuestra Señora del Rosario del Palmar)